# Bowling klub 300 Zagreb
Bowling klub "300" Zagreb (BK 300; 300; 300 Zagreb) je bio bowling klub iz Zagreba, Republika Hrvatska. 

## O klubu
BK "300" je osnovan 21. listopada 2010. godine, te je djelovao pri bowling kuglani "Bowling centar 300" Zagreb, koja je zatvorena 2012. godine, 
ali je nastavio djelovati do 2016. godine, te je bio jedan od vodećih hrvatskih bowling klubova.

## Uspjesi

### Ekipno
(nepotpun popis) 
Hrvatska liga
- doprvak: 2011./12., 2012./13.

Kup Hrvatske
- finalist: 2012.

### Po disciplinama (pojedinačno)
(nepotpun popis) 
Prvenstvo Hrvatske za petorke
- prvak: 2012.
- doprvak: 2011., 2015.

## Vanjske poveznice
- Bowling Klub 300 Zagreb, facebook stranica
- bk300.hr, wayback arhiva
- findglocal.com, Bowling Klub 300 Zagreb
- zg-kuglanje.hr, Vijesti iz bowlinga